# Rosine (bande dessinée)
Rosine (sous-titré : « Petite fille modèle ») est une série de bande dessinée dessinée par le Français Martial, écrite par le Belge Jean-Michel Charlier et publiée dans l'hebdomadaire jeunesse publicitaire Pistolin de 1955 à 1958.
Cette série humoristique familiale met en scène Rosine, une gentille petite fille, et son petit frère turbulent Poum.